# دیمیتریس پلکاس
دیمیتریس پلکاس (یونانی: Δημήτρης Πέλκας؛ زادهٔ ۲۶ اکتبر ۱۹۹۳) بازیکن فوتبال اهل یونان است.
از باشگاه‌هایی که در آن بازی کرده‌است می‌توان به باشگاه فوتبال پائوک و باشگاه فوتبال ویتوریا ستوبال اشاره کرد.
وی همچنین در تیم‌های ملی فوتبال Greece national under-19 football team, Greece national under-20 football team، زیر ۲۱ سال یونان، و یونان بازی کرده‌است.